# لورن اندرسون
لورن اندرسون (انگلیسی: Lauren Anderson؛ زادهٔ ۶ ژوئن ۱۹۸۰) یک مانکن (فرد)، و هنرپیشه اهل ایالات متحده آمریکا است.یک مدل آمریکایی است که به عنوان همبازی Playboy انتخاب شد او در ژوئیه 2002  در بسیاری از ویدیوهای Playboy ظاهر شده است. لورن برنده ویژه برنامه تلویزیونی چه کسی می خواهد یک مرکز پخش پلیبوی باشد؟ ، پخش شده در فاکس در ماه مه 2002 است. او در فیلم انواع "چراغهای جلو و لوله های دم" در لاس وگاس بازی کرده.
Anderson در مارس 2008 در هفته نامه پلیبوی اسپانیا روی جلد و همچنین مجله مصور این مجله نیز ذکر شد.